# باول دوسن
باول دوسن هو لاعب اللاكروس كندي، ولد في 16 سبتمبر 1985 في أوكفيل في كندا.